# Tinus Bosselaar
Martinus "Tinus" Bosselaar (født 16. januar 1936 i Rotterdam, Holland - 6. juni 2018) var en hollandsk fodboldspiller (wing).
Bosselaar tilbragte hele sin karriere i sin fødeby, hvor han repræsenterede henholdsvis Sparta Rotterdam og Feyenoord. Længst tid (11 år) tilbragte han hos Sparta, og her var han med til at vinde både et hollandsk mesterskab og tre udgaver af KNVB Cuppen.
For det hollandske landshold nåede Bosselaar at spille 17 kampe og score fire mål. Han debuterede for holdet 16. oktober 1955 i en venskabskamp mod ærkerivalerne fra Belgien.

## Titler
Hollands mesterskab
- 1959 med Sparta Rotterdam

KNVB Cup
- 1958, 1962 og 1966 med Sparta Rotterdam